# Coast Stars FC
Coast Stars Football Club w skrócie Coast Stars FC – kenijski klub piłkarski grający niegdyś w kenijskiej pierwszej lidze, mający siedzibę w mieście Mombasa.

## Sukcesy
- Puchar Kenii[1]:
  - finał (1): 1999.

## Występy w afrykańskich pucharach
| Sezon | Rozgrywki                 | Runda | Kraj    | Klub         | Dom | Wyjazd | Dwumecz |
| ----- | ------------------------- | ----- | ------- | ------------ | --- | ------ | ------- |
| 2000  | Puchar Zdobywców Pucharów | 1     | Kamerun | Canon Jaunde | 0–1 | 0–3    | 0–4     |

## Stadion
Domowe mecze klub rozgrywa na stadionie o nazwie Mombasa Municipal Stadium w  Mombasie. Stadion może pomieścić 10000 widzów.

## Reprezentanci kraju grający w klubie od 1998 roku
Stan na styczeń 2023.
| - Emmanuel Ake Muttendango - Hashim Ali - Abdi Simba Alwy - Abdalla Ali Breik - Francis Chinjili - Amos Ekhalie - Charles Handas - Robert Mambo Mumba - Mohammed Masoud | - Kevin Ngugi - Wilson Obungu - Stephen Odiaga - Ronald Ogonda - Johanna Omolo - Evans Orodi - Godfrey Osama - Patrick Osiako |